# Олесов Єгор Олексійович
Єго́р Олексі́йович Оле́сов (нар. 28 листопада 1980, Київ) — провідний український кіно-продюсер, режисер, медіа-менеджер, композитор та сценарист.
Співзасновник та CEO анімаційної студії Animagrad, співзасновник компаній Postmodern Postproduction, Digital Cinema Ukraine та Kinorob.
Член Європейської кіноакадемії, член Української кіноакадемії, член The Visual Effects Society, член IGDA (International Game Developers Association) та член Української телевізійної академії. Має понад 20 років досвіду роботи у сфері медіа та кіноіндустрії. Кіно-продюсер із найбільшим бокс-офісом в історії серед українських фільмів. Дворазовий номінант VES Awards. Серед його проєктів такі відомі українські та міжнародні фільми як: «Мавка: Лісова Пісня» (анімаційний), «Ціна Правди» (режисер Аґнєшка Голанд), «Захар Беркут», «Сторожова Застава», «Незламна» та інші

## Біографія

### Ранній період життя
Народився 28 листопада 1980 року у місті Києві.
З дитинства професійно займався спортом (гірські лижі) та музикою.
Після закінчення Київської Гімназії номер 48 поступив у Київський національний університет театру, кіно і телебачення імені Івана Карпенка-Карого, факультет кінематографії та телебачення. У 18-ть років почав працювати композитором та аранжувальником на студії «Столиця». 

### Кар'єра
У 2002 році створив компанію Pteroduction Sound, яка пізніше була реорганізована у Postmodern Postproduction, що згодом стала лідером в сегменті пост-продакшн сервісів для кіно та реклами, створенні візуальних ефектів та у напрямку дублювання фільмів на українську мову.
Починаючи з 2010 року, в рамках партнерства та співпраці з Film.Ua group виступив спів-засновником та керуючим партнером компаній Animagrad, Digital Cinema Ukraine та Kinorob, які стали лідерами в своїх сегментах.
У 2017 році пройшов продюсерський курс у New York Film Academy.
У 2019—2020 був членом правління Української Кіноакадемії.
У кінці 2021 року став співзасновником компанії United Heroes Group, основною стратегією якої є створення високоякісного преміального міжнародного аудіовізуального контенту (художні фільми та серіали, документальні фільми, інтерактивний контент та шоу).

### Особисте життя
Єгор Олесов одружений з українською дизайнеркою Катериною Толубко-Олесовою. Разом вони виховують двох дітей. 

## Нагороди та номінації
- Отримав Орден «За заслуги» (державна нагорода України для відзначення видатних заслуг громадян в економічній, науковій, соціально-культурній, військовій, державній, громадській та інших сферах суспільної діяльності).
- Лауреат премії «Телетріумф» за проєктом «Незламна» (реж. Сергій Мокрицький) у номінації «Кращий телевізійний художній фільм / міні-серіал» (2015).
- Номінант премії Visual Effects Society за проєкт «Нерозлучні» у номінації «Видатні візуальні ефекти мовної програми» (2014).
- Номінант премії Visual Effects Society за проєкт «Бомбардувальник» в номінації «Видатні візуальні ефекти в серіалі трансляцій» (2012).
- Фільм «Пульс» (реж. Сергій Чеботаренко) — лауреат американського кінофестивалю Flathead Lake International Cinemafest (FLIC) в номінаціях «Кращий фільм» та «Кращий режисер» (2021).
- Фільм Mr.Jones, який в український прокат вийшов під назвою «Ціна правди» (реж. Аґнєшка Голланд), увійшов до основної конкурсної програми 69-го Берлінського кінофестивалю (2019).
- Фільм «Cyberwar» є переможцем Impact DOCS Awards та фіналістом на Боденському міжнародному кінофестивалі.
- «Cyberwar» був обраний для Dispatches of War, а також Lift-Off Filmmaker Sessions у рамках Lift-Off Global Network.

## Фільмографія
| Назва                                        | Рік випуску | Опис до фільму/серіалу/шоу |
| -------------------------------------------- | ----------- | --- |
| The Daughter (художній фільм, у виробництві) | 2023        | На початку російсько-української війни майже глуха дівчинка Ольга приїжджає до будинку свого батька Романа та його нової родини в Бучі, що під Києвом. Але раптом їх будинок захоплюють російські окупанти. Вони залякують родину, погрожуючи смертю та зґвалтуванням, знущаються над Ольгою та піддають її батька процедурі «фільтрації». Між Ольгою та її мачухою Мариною загострюється конфлікт, дівчина вважає, що саме вона винна у розлученні батьків. Проте батьківська любов Романа сильніша за зброю окупантів. Батько Ольги жертвує собою, щоб допомогти іншій родині втекти. Опинившись між життям і смертю, дівчині доводиться забути про образу і з останніх сил рятувати сім'ю. |
| Мавка: Лісова пісня (Мультфільм)             | 2023        | Мавка — душа Лісу — постає перед неможливим вибором між коханням і обов'язком берегині Серця Лісу, коли вона закохується в людину — талановитого юного музиканта Лукаша. Наша історія про чарівну силу кохання. Така любов, яка дозволяє людській природі віднайти магію всередині та розкриває здібності та якості, які дають людині змогу вийти за межі можливого та протистояти злу та людським порокам. |
| Голод(документальний фільм)                  | 2022        | Глобальне бачення використання продовольства Росією як зброї під час повномасштабного вторгнення в Україну. |
| Cyberwar 2022 (документальний фільм)         | 2022        | Історія кібер- та інформаційного спротиву України та її союзників під час війни проти Російської федерації. Особисті історії кіберактивістів та інтерв'ю з експертами світового рівня з кібербезпеки, які детально пояснюють, як виглядає прихований шар сучасної війни. |
| Пульс (фільм)                                | 2021        | Сюжет фільму заснований на реальній історії української легкоатлетки, паралімпійської чемпіонки 2008 року, п'ятиразової срібної та бронзової призерки літніх Паралімпійських ігор 2008, 2012 та 2016 років Оксани Ботурчук. |
| Зірки за обміном (фільм)                     | 2021        | Запеклі суперники на сцені, зірки шоу-бізнесу Поля Молякова та Фома Михайловський, несподівано опиняються в тілах один одного. Вони намагаються повернути своє життя назад, але для досягнення мети кожному потрібно вирішити сімейні та романтичні проблеми іншого. |
| Ціна правди (фільм)                          | 2019        | Валлійський журналіст повідомляє в західних ЗМІ новину про голод в Україні на початку 1930-х років. |
| Поліна і таємниця кіностудії (фільм)         | 2019        | 11-річна Поліна вирушає в чарівну подорож, щоб дізнатися правду про своє минуле та свою родину. |
| Захар Беркут (фільм)                         | 2019        | Монгольська імперія зросла до найбільшої, яку коли-небудь знав світ. Тепер її армії взяли в облогу більшу частину Східної Європи. Маленьке село бореться за свободу серед прикордонних Карпатських гір. |
| Викрадена принцеса (мультфільм)              | 2018        | Історія з епохи доблесних лицарів, прекрасних принцес і злих чаклунів. Руслан, художник, який мріє стати лицарем, зустрічає і закохується в красуню Мілу, не підозрюючи, що вона дочка короля. |
| Голодний дух (короткометражний мультфільм)   | 2018        | Головна героїня мультфільму — дівчина, яка живе в часи голоду і на власному досвіді переживає всі жахи цього великого злочину проти людства. |
| Сторожова застава (фільм)                    | 2017        | Український пригодницький фентезійний фільм, знятий за мотивами однойменної книги. Сучасний школяр Вітько відправляється на тисячу років у минуле. |
| Під електричними хмарами (фільм)             | 2015        | Епізодичний, духовний та екзистенціалістичний погляд на стан, у якому перебуває Росія у 2017 році, рівно через сто років після російської революції під керівництвом комуністів. Майбутнє виглядає похмурим, оскільки світ стоїть на порозі чергової світової війни. |
| Незламна (фільм)                             | 2015        | Історія Людмили Павліченко, найуспішнішої жінки-снайпера в історії. Дії навколо української військової розгортаються напередодні відкриття другого фронту. |
| Перевертень у погонах (фільм)                | 2013        | Капітан Риков розгадує найскладніші безвихідні справи. Його репутація передує йому, його непохитна логіка, цинізм і досвід сприяють його успіху. Він настільки хороший у своїй справі, що деякі кажуть, що він надприродно обдарований, адже успіх змушує його вити на місяць. |
| Матч (фільм)                                 | 2012        | Воротар Микола Раневич і його футбольна команда «Динамо» збираються зіграти проти німецьких футболістів під час нацистської окупації Києва в 1942 році. Матч набагато більше про честь і гідність, ніж про спорт. |
| Ескімоска (мультсеріал)                      | 2012        | Кожен день для Наї та її друзів — це пригода. Кожна історія починається з того, що море викидає на берег предмет, а потім протягом історії Ная та друзі дізнаються призначення предмета. |
| Балада про бомбера (фільм)                   | 2011        | Під час Другої світової війни радянський літак розбивається на окупованій нацистами території. Але льотчик Гривцов і його кохана радистка Катя дивом виживають. Ще один вижив — штурман Лінко, який катапультувався з літака. Кожен з них повинен знайти свій шлях і виконати бойові завдання, повернутися до своїх сил і просто залишитися в живих. Ситуація ускладнюється через диверсію, яка була скоєна перед їх зльотом на аеродромі. Чесний Гривцов дошкуляє полковнику СМЕРШу, захищаючи його друзів. Замість нагородження медаллю «Зірка» за 100-й політ його оголошують зрадником і підлягають розстрілу.                                                                            |
| Полювання на Вервольфа (фільм)               | 2011        | Друга Світова Війна, осінь 1942 року. Майор Червоної Армії Микола Сєдов очолює загін розвідників у глибокому тилу ворога для збору розвідданих про Вервольф, нову штаб-квартиру Адольфа Гітлера в окупованій нацистами Україні. |
| Паршиві вівці (телевізійний міні-серіал)     | 2010        | Дії розгортаються під час Другої світової війни. Сімом в'язням вдається втекти з колонії і сховатися в маленькому селі, покинутому Богом і людьми. Незабаром після віддиху їх чекає нове випробування — біля села з'являється німецька диверсійна група. І волею долі колишні «вороги» Батьківщини перетворюються на її лютих захисників. Війна калічить життя мільйонів людей, але інколи саме війна змушує навіть найстрашнішого негідника у світі згадати, що він теж людина. |

## Громадянська позиція
- У 2018 підтримав звернення Європейської кіноакадемії на захист ув'язненого у Росії українського режисера Олега Сенцова.
- У 2019 році разом з творчою командою фільму Mr. Jones (в український прокат фільм вийшов під назвою «Ціна правди») перед світовою прем'єрою влаштували флешмоб на червоній доріжці 69-го Берлінського кінофестивалю з плакатами «FreeSentsov і Freedom of Speech is not a Crime» на підтримку українського режисера Олега Сенцова[7].

## Нагороди та досягнення
- Медаль за сприяння воєнній розвідці України, 2022 р.
- Орден «За заслуги» (державна нагорода України для відзначення видатних заслуг громадян в економічній, науковій, соціально-культурній, військовій, державній, громадській та інших сферах суспільної діяльності).
- Фільм «Пульс» (реж. Сергій Чеботаренко) — лауреат американського кінофестивалю Flathead Lake International Cinemafest (FLIC) в номінаціях «Кращий фільм» та «Кращий режисер» (2021).
- Лауреат премії «Телетріумф» за проєктом «Незламна» у номінації «Кращий телевізійний художній фільм / міні-серіал» (2015).
- Номінант премії Visual Effects Society за проєкт «Нерозлучні» у номінації «Видатні візуальні ефекти мовної програми» (2014).
- Номінант премії Visual Effects Society за проєкт «Бомбардувальник» в номінації «Видатні візуальні ефекти в серіалі трансляцій» (2012).
- Фільм Mr.Jones, який в український прокат вийшов під назвою «Ціна правди» (реж. Аґнєшка Голланд), увійшов до основної конкурсної програми 69-го Берлінського кінофестивалю (2019).
- Фільм «Cyberwar» є переможцем Impact DOCS Awards та фіналістом на Боденському міжнародному кінофестивалі.